# Orion Mars Mission

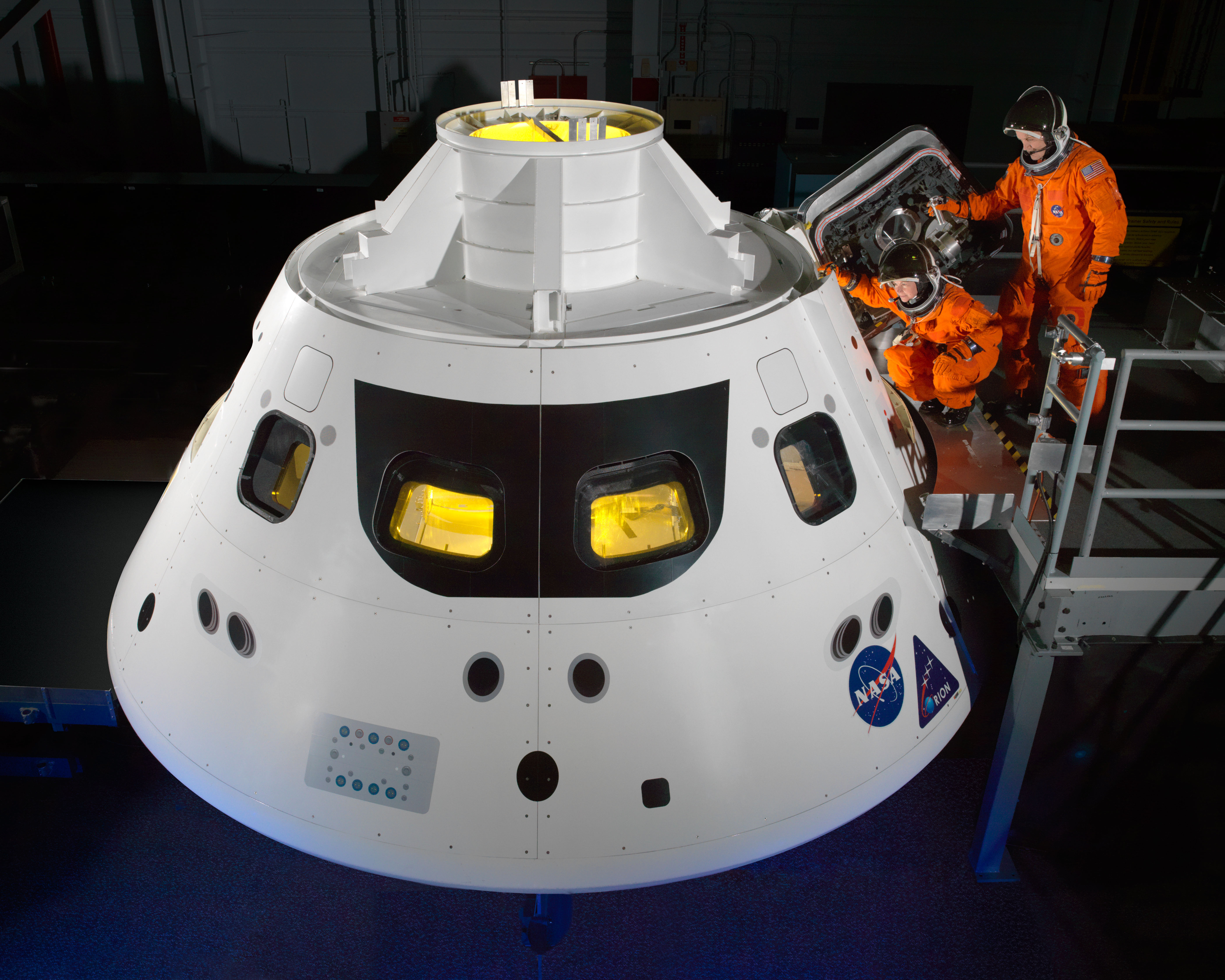
La capsula Orion

L'Orion Mars Mission è una missione che dovrebbe portare per la prima volta l'uomo su Marte. Il lancio potrebbe avvenire tra il 2030 e il 2040. Il progetto prevede l'invio di una navetta Orion verso il pianeta e la discesa dell'equipaggio su di esso per permettere la sua esplorazione.

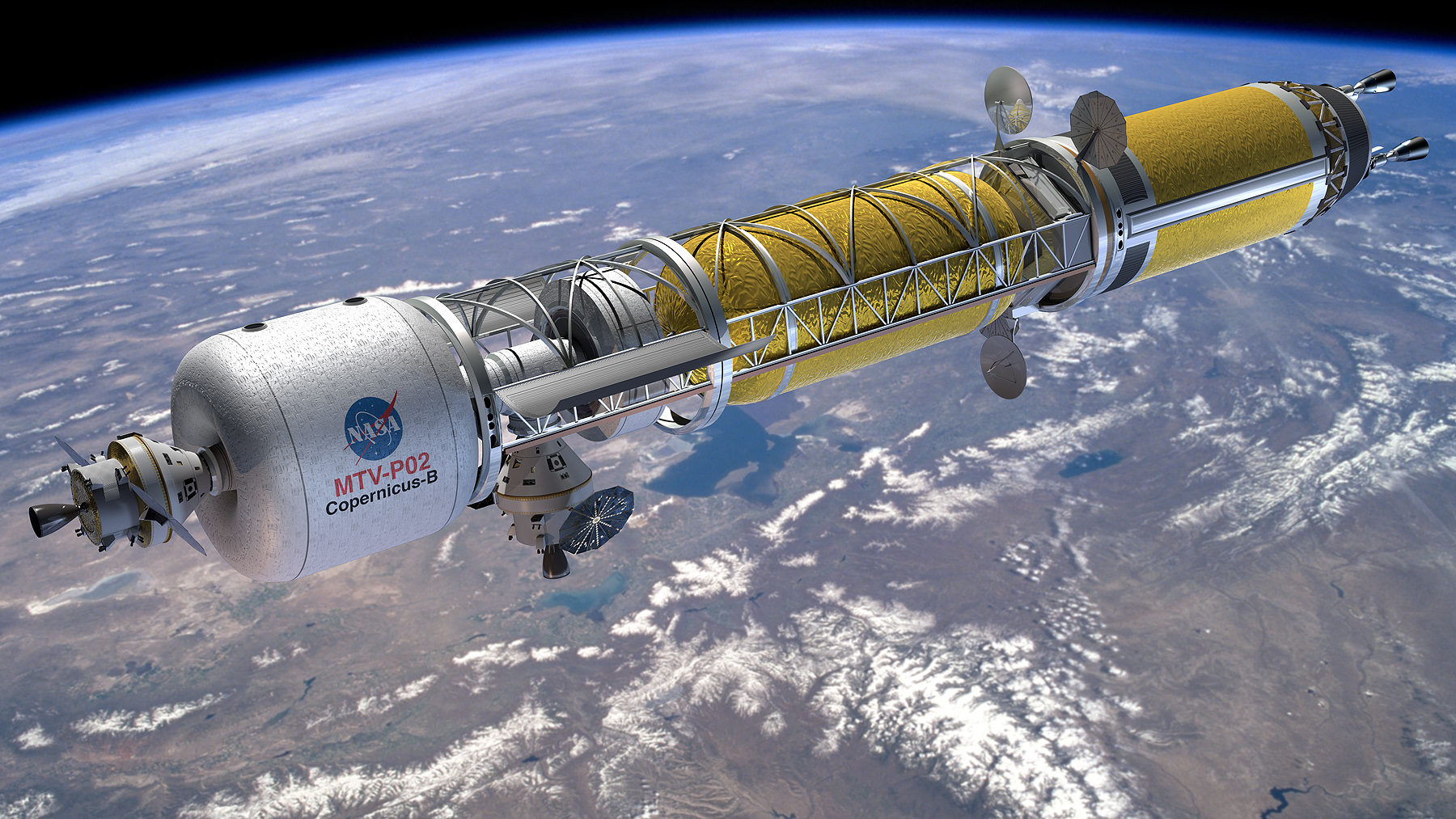
La navetta Orion nello spazio

Il 1º febbraio, 2010 il Presidente degli Stati Uniti d'America, Barack Obama, ha annunciato l'intenzione di cancellare il programma a partire dall'anno finanziario 2011. Le possibilità della realizzazione della missione sono perciò tuttora incerte, ma negli anni successivi al 2011 lo stesso presidente Barack Obama ha riportato la attenzione sulla missione, stimando di riuscire a portare per la prima volta l'uomo su Marte entro il 2030.